# 득장로동자구
득장로동자구(得將勞動者區)는 조선민주주의인민공화국 평안남도 북창군의 로동자구이다. 시·군과 함께 도에 직속한다. 2018년판 조선중앙년감에 따르면 득장지구는 폐지된 것으로 언급된다.

## 지리
평안남도 중부 북창군에서 분리되었으며. 탄갱 지대이다.

## 산업
득장지구탄광련합기업소가 있다.

## 역사
- 1995년 8월 - 평안남도 북창군으로부터 분리해, 시·군과 동등한 행정구역으로서 신설되었다. 득장·명학·보업·갈골의 4개의 로동자구로 구성되었다.
- 2000년 1월 - 득장지구가 폐지되고 전체 로동자구가 북창군에 편입되었다.

그러나 2008년의 인구 조사에서는 득장지구가 다시 등장하였으나, 2018년판 이후의 조선중앙년감에서 언급되지 않아 폐지된 것으로 보인다.

## 정치범수용소
득장지구에 제18호 관리소로（2006년 폐지，2016년 재설 가능，평안남도 봉창리） 불리는 정치범 수용소가 있다.